# Advanced Packaging Tool
APT, Advanced Packaging Tool of apt is een in C++ geschreven pakketbeheerprogramma dat gebruikt wordt op Linuxdistributies die gebaseerd zijn op Debian. Het programma vormt een uitbreiding op het programma dpkg dat gebruikt wordt om een .deb-pakket effectief te installeren. Synaptic biedt een grafische gebruikersinterface voor APT in GTK+.

## Functies
- Het downloaden en installeren van .deb-pakketten uit de zogenaamde repositories, de archieven die deze pakketten bevatten. (d.m.v. apt-get install)
- Oplossen van afhankelijkheden; programma's die nodig zijn om het geïnstalleerde programma te laten werken worden meegeïnstalleerd.
- Het updaten van de pakketbronlijst om programma's te upgraden (via apt-get update, apt-get upgrade en apt-get dist-upgrade).
- Het verwijderen van programma's via apt-get remove en apt-get purge.
- Het zoeken naar programma's met apt-cache search.[2]

Hoewel APT oorspronkelijk bedoeld was voor op Debian gebaseerde Linux-distributies, is het met apt4rpm mogelijk om met dezelfde functionaliteit te gebruiken op RPM-gebaseerde distributies, waaronder Red Hat, Fedora en SUSE.